# Willem van Heemskerck

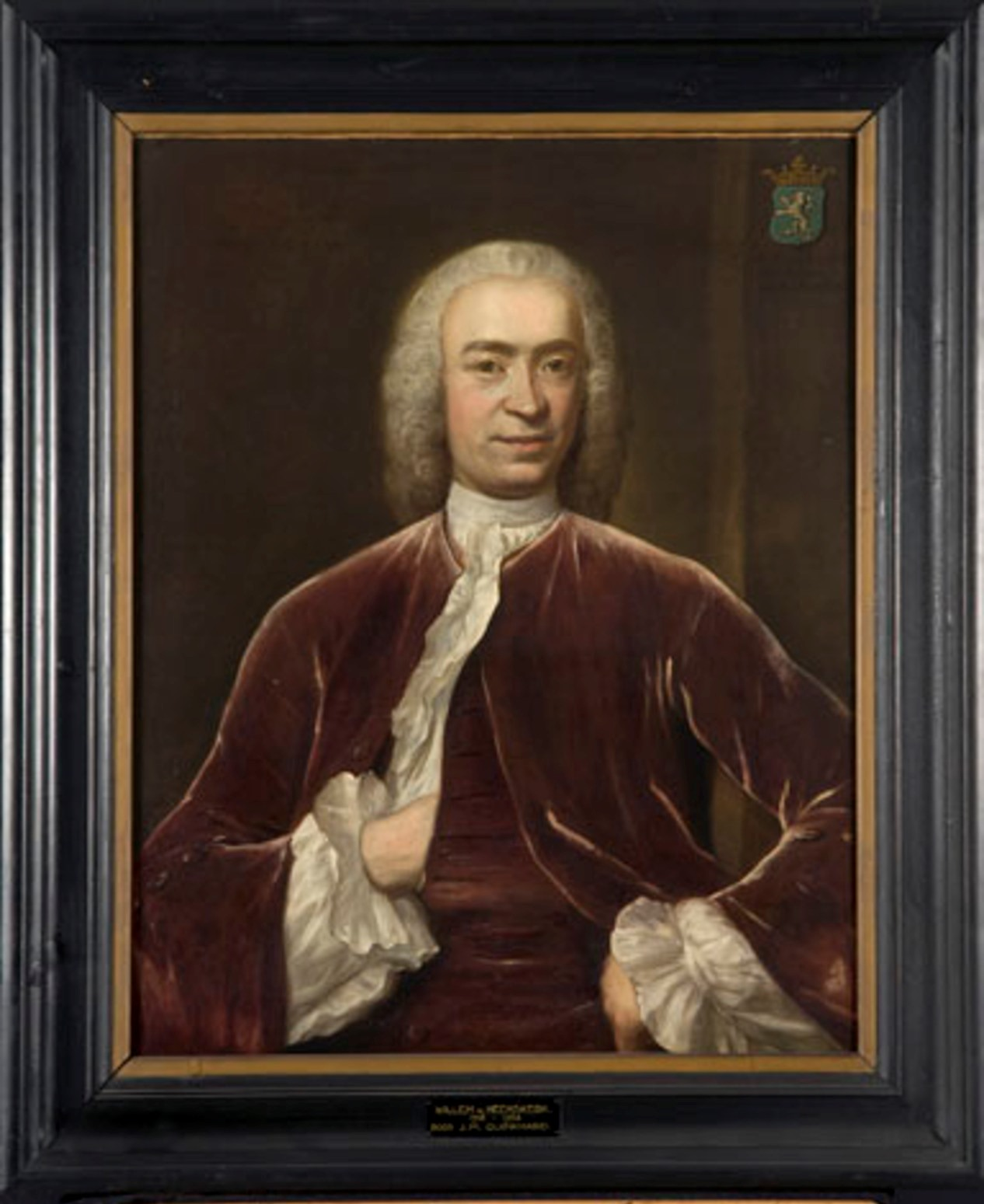
Willem van Heemskerck (1718–1784), gemalt von J.M. Quinkhard

Willem van Heemskerck (* 6. April 1718 in Den Haag; † 28. August 1784 in Amsterdam) war Reichsgraf, Heer von Achttienhoven und Den Bosch, Regent von Amsterdam, Verwalter und Politiker.

## Biografie

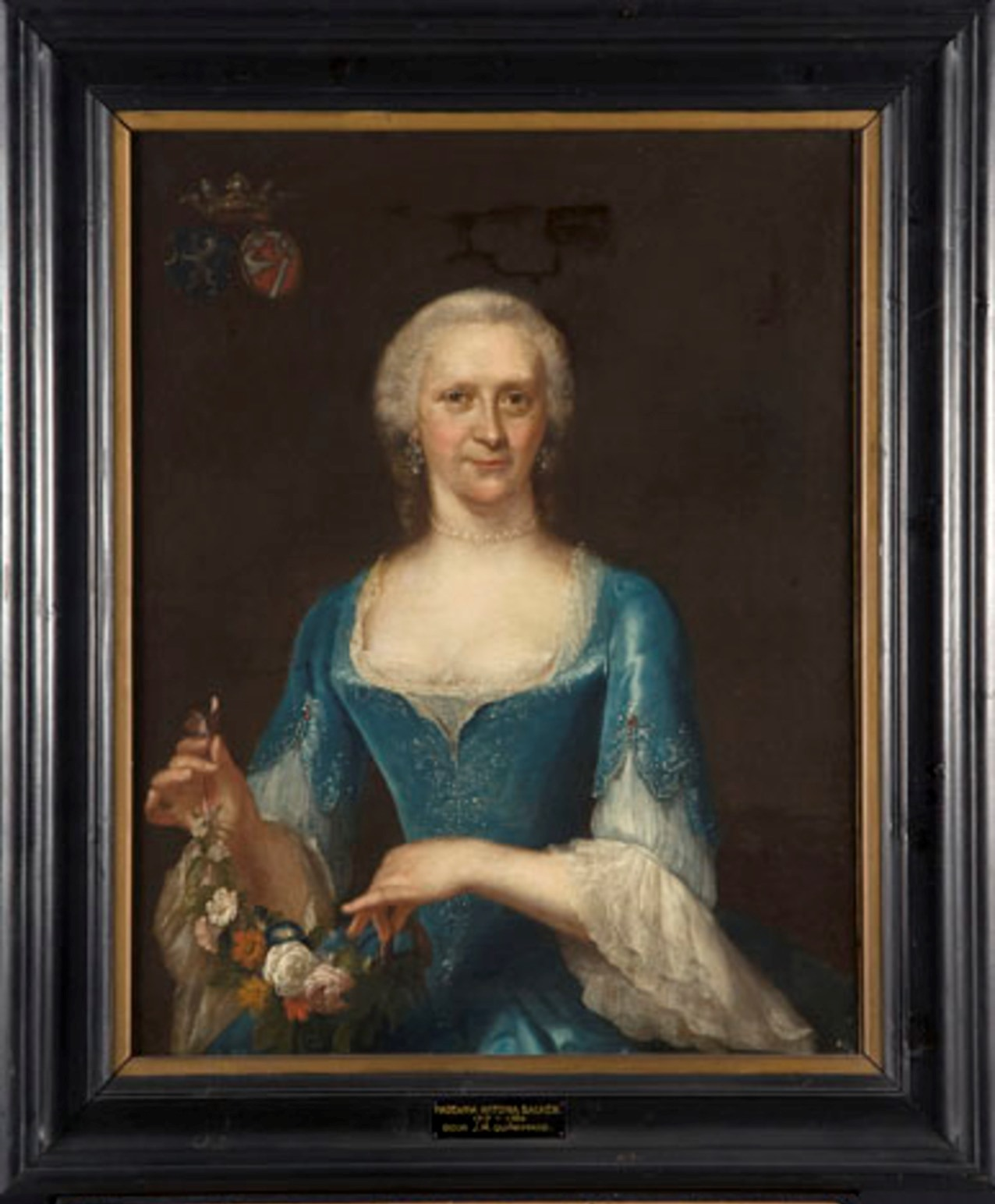
Erste Ehefrau Hadewina Antonia Backer (1717–1764) gemalt von J.M. Quinkhard

Er entstammte dem Geschlecht der Reichsgrafen Van Heemskerck. Seine Eltern waren Reichsgraf Mr. Jan Henry van Heemskerck und Anna Petronella van Schuylenburch. Seine Schwester Antoinette Coenradine van Heemskerck (1725–1775) wurde die Ehefrau von Franco Pauw. Er wurde 1744 Schepen von Amsterdam. Im selben Jahr heiratete er Hadewina Antonia Backer (1717–1764). Als Ratsherr in der Vroedschap war er zwischen 1753 und 1784 tätig. Zwischen 1757 und 1759 war er Deputierter im Raad van State, zwischen 1763 und 1765 in den Generalstaaten. 1766 heiratete Van Heemskerck seine Verwandte Cornelia Jacoba van Schuylenburch (1727–1798). Beide Ehen sind kinderlos geblieben.
1769 wurde er einer der Leiter (Bewindhebber) der Amsterdamer Kammer der Niederländischen Ostindien-Kompanie. In den Jahren 1770, 1775, 1778 und 1783 war er Amsterdamer Bürgermeister. Weitere Ämter waren die eines Ratsherren in der Admiralität von Amsterdam, Kapitän der Bürgergarde, Vogtes und Deichgrafen des Watergraafs- und Diemermeer. 1775 wurde er durch die Stadt Amsterdam mit der Ambachtsherrlichkeit Sloten und Sloterdijk belehnt.